# Jerry Garcia
Jerome John "Jerry" Garcia (San Francisco, 1 de agosto de 1942 - 9 de agosto de 1995) fue un guitarrista, cantante y compositor estadounidense, conocido principalmente por ser uno de los integrantes de la banda Grateful Dead, que ganó prominencia durante la era de la contracultura (1960).
Siendo uno de los fundadores de la banda, García actuó con los Grateful Dead durante sus treinta años de carrera (1965-1995). También fundó y participó en una variedad de proyectos paralelos, incluyendo la banda Saunders-Garcia (con su amigo Merl Saunders), la "Jerry Garcia Band", "Old and in the Way", el dúo acústico Garcia / Grisman, "Legion of Mary" y "New Riders of the Purple Sage" (que García cofundó con John Dawson y David Nelson). Lanzó varios álbumes como solista, y contribuyó a numerosos álbumes de otros artistas durante años como músico de sesión. Es muy conocido por su característica forma de tocar la guitarra y fue clasificado el 13º por la revista Rolling Stone en los "100 Guitarristas más grandes de toda la historia".
A lo largo de su vida, García estaba a veces enfermo debido a su diabetes, y en 1986 entró en un coma diabético que casi le costó la vida. Aunque su salud general mejoró un poco después de eso, también luchó con su adicción a la heroína y la cocaína, y permaneció en una instalación de rehabilitación de drogas en California cuando murió de un ataque al corazón en agosto de 1995 a la edad de 53 años.

## Biografía
Los antepasados paternos de Jerry García eran de Galicia, en el noroeste de España. Los antepasados de su madre eran irlandeses y suecos. Nació en San Francisco, California, el 1 de agosto de 1942, siendo sus padres José Ramón "Joe" García y Ruth Marie "Bobbie" Clifford García, nacido en San Francisco. Sus padres lo nombraron así por el compositor Jerome Kern. Jerome John fue su segundo hijo, precedido por Clifford Ramon "Tiff", quien nació en 1937. Poco antes del nacimiento de Clifford, su padre y un socio arrendaron un edificio en el centro de San Francisco y lo convirtieron en un bar. Castigado por un sindicato de músicos por el trabajo nocturno.
García fue influido por la música a una edad temprana, tomando lecciones de piano durante gran parte de su infancia. Su padre era un músico profesional jubilado y su madre disfrutaba tocando el piano. La familia extensa de su padre - que había emigrado de España en 1919 - cantó a menudo durante las reuniones.
García experimentó varias tragedias durante su juventud. A los cuatro años, mientras la familia estaba de vacaciones en las montañas de Santa Cruz, sufrió la amputación de dos tercios del dedo medio derecho mientras, junto a su hermano Tiff, estaban cortando leña. Jerry colocó un pedazo de madera con el dedo, pero Tiff calculó mal y el hacha cortó la mayor parte del dedo medio de Jerry. Después de que su madre envolvió su mano en una toalla, el padre de García lo llevó más de 30 millas al hospital más cercano. Unas semanas más tarde, García, que no había mirado su dedo desde el accidente, se sorprendió al descubrir que la mayor parte de él faltaba cuando el vendaje que usaba se le salió durante un baño. García más tarde confió que lo usó con frecuencia en su juventud, mostrándoselo a otros niños en su vecindario.
Menos de un año después de que perdió la mayor parte de su dedo, su padre murió. En unas vacaciones con su familia cerca de Arcata en el norte de California en 1947, el padre de García fue a pescar con mosca en el río Trinity, parte del Bosque Nacional de los Seis Ríos. Poco después de entrar en el río, el padre de García se deslizó sobre una roca, perdió el equilibrio y fue arrastrado por los rápidos del río. Se ahogó antes de que otros pescadores pudieran atraparlo. Aunque García afirmó haber visto a su padre caer en el río, Dennis McNally, autor de "The Strange Long Journey: La historia interior de los Grateful Dead", argumenta que García formó la memoria después de escuchar a otros repetir la historia. Blair Jackson, quien escribió "García: An American Life", da peso a la afirmación de McNally. La evidencia de Jackson: un artículo en un periódico local que describe la muerte de José no mencionó que García estuviese presente cuando su padre murió.
Después del accidente, la madre de García se hizo cargo del bar de su marido, comprando a su pareja para toda la propiedad. Como resultado, Ruth García comenzó a trabajar a tiempo completo, enviando a Jerry y a su hermano a vivir cerca de sus padres, Tillie y William Clifford. Durante el período de cinco años que vivió con sus abuelos, García gozó de gran autonomía y asistió a la Escuela Monroe, la escuela primaria local. En la escuela, García fue muy alentado en sus habilidades artísticas por su profesor de tercer grado: a través de ella, descubrió que "ser una persona creativa era una posibilidad viable en la vida". De acuerdo con García, fue en este momento que se abrió al country y al bluegrass por su abuela, a quien recordaba disfrutar escuchando el Grand Ole Opry. Sin embargo, su hermano mayor, Clifford, creía firmemente lo contrario, insistiendo en que García estaba "fantaseando todo [que] ... había estado en Opry, pero no lo escuchó en la radio". Fue entonces cuando García comenzó a tocar el banjo, su primer instrumento de cuerda.
En 1953, la madre de García se casó con Wally Matusiewicz. Más tarde, García y su hermano regresaron a casa con su madre y su nuevo padrastro. Sin embargo, debido a la mala reputación de su barrio en el momento, distrito de Excelsior, la madre de García trasladó a su familia a Menlo Park. Durante su estancia en Menlo Park, García se familiarizó con el racismo y el antisemitismo, lo que le disgustó intensamente. El mismo año, García también fue presentado al rock and roll y al rhythm & blues por su hermano, y disfrutó escuchando a gente como Ray Charles, John Lee Hooker, B.B. King, Hank Ballard y más tarde Chuck Berry. Clifford a menudo memorizaba las voces de sus canciones favoritas, y luego García aprendía las partes de la armonía, un movimiento que García más tarde atribuyó gran parte de su entrenamiento de oído temprano.

## Carrera con Grateful Dead
García fue el guitarrista principal y uno de los principales vocalistas y compositores de Grateful Dead a lo largo de su carrera. García compuso canciones como "Dark Star", "Franklin's Tower", y "Scarlet Begonias", entre muchas otras. Robert Hunter, ardiente colaborador de la banda, escribió las letras de todas las canciones de García.
García era bien conocido por sus "profundas improvisaciones de guitarra", que a menudo presentan interacción entre él y sus compañeros de banda. Su fama, así como la de la banda, posiblemente descansaba en su capacidad de nunca tocar una canción de la misma manera dos veces. Garcia tomó a menudo el liderazgo del guitarrista rítmico Bob Weir, comentando que "hay [...] algunas ideas que realmente me tirarían si tuviera que crear un puente armónico entre todas las cosas que van rítmicamente con dos tambores. Armónicamente, tomo muchas de mis pistas en solitario de Bob."
Cuando se le preguntó por una descripción de su enfoque en solitario, García comentó: "Sigue cambiando, básicamente girando alrededor de la melodía y la forma en que se divide en frases como las percibo. La mayoría de los solos, tienden a tocar algo en lugar de frases. Más denso o tienen un valor diferente, pero ocurrirá en los mismos lugares en la canción."
García y la banda viajaron casi constantemente desde su formación en 1965 hasta su muerte en 1995. Periódicamente, hubo interrupciones por agotamiento o problemas de salud, a menudo debido a la inestabilidad de la salud y/o el uso de drogas de García. Durante sus tres décadas, Grateful Dead tocó en 2.314 espectáculos.
La guitarra madura de García mezclaba elementos de los diversos tipos de música que lo habían cautivado. Se oían ecos del toque de bluegrass (como Arthur Smith y Doc Watson). Pero la "música de las raíces" detrás del bluegrass también tuvo su influencia, y los riffs melódicos de las plantillas celtas del violín se distinguen. Hubo también rock temprano (como Lonnie Mack, James Burton y Chuck Berry), blues contemporáneo (Freddie King y Lowell Fulsom), country y western (Roy Nichols y Don Rich) y jazz (Charlie Christian y Django Reinhardt) para ser escuchado al estilo de Garcia. Don Rich era el guitarrista country de Buck Owens en los años 60, pero además del estilo de Rich, tanto el guitarrista Garcia (en álbumes de Grateful Dead como otros) y su trabajo de guitarra eléctrica estándar fueron influenciados por el integrante de "Owens Buckaroos" , Tom Brumley, músico de steel guitar. Y como solista de improvisación, John Coltrane fue una de sus mayores influencias personales y musicales.
García describió más tarde su estilo de tocar como "descendiente de rock and roll bar, guitarra country sólo porque es de ahí que provienen todas mis cosas". Es como esas cosas del blues instrumental que estaban sucediendo a finales de los años cincuenta y principios de los sesenta, como Freddie King. "El estilo de García podía variar con la canción que tocaba y con el instrumento que estaba usando, pero su actuación tenía varias "firmas". Estos incluyen líneas de plomo basadas en trillizos rítmicos (ejemplos incluyen las canciones "Good Morning Girl School", "New Speedway Boogie", "Brokedown Palace", "Deal", "Loser", "Truckin", "The Other One". Otro signo de su estilo era un gesto musical conmovedor y casi suplicante que, sobre todo en solos extendidos, podía evolucionar hacia regiones emocionales dispares e impredecibles, como la ansiedad, la ira o el odio. Este tremendo rango de expresión emocional - entre canciones o incluso dentro de una pieza - explica gran parte de su reputación como guitarrista.

## Proyectos secundarios

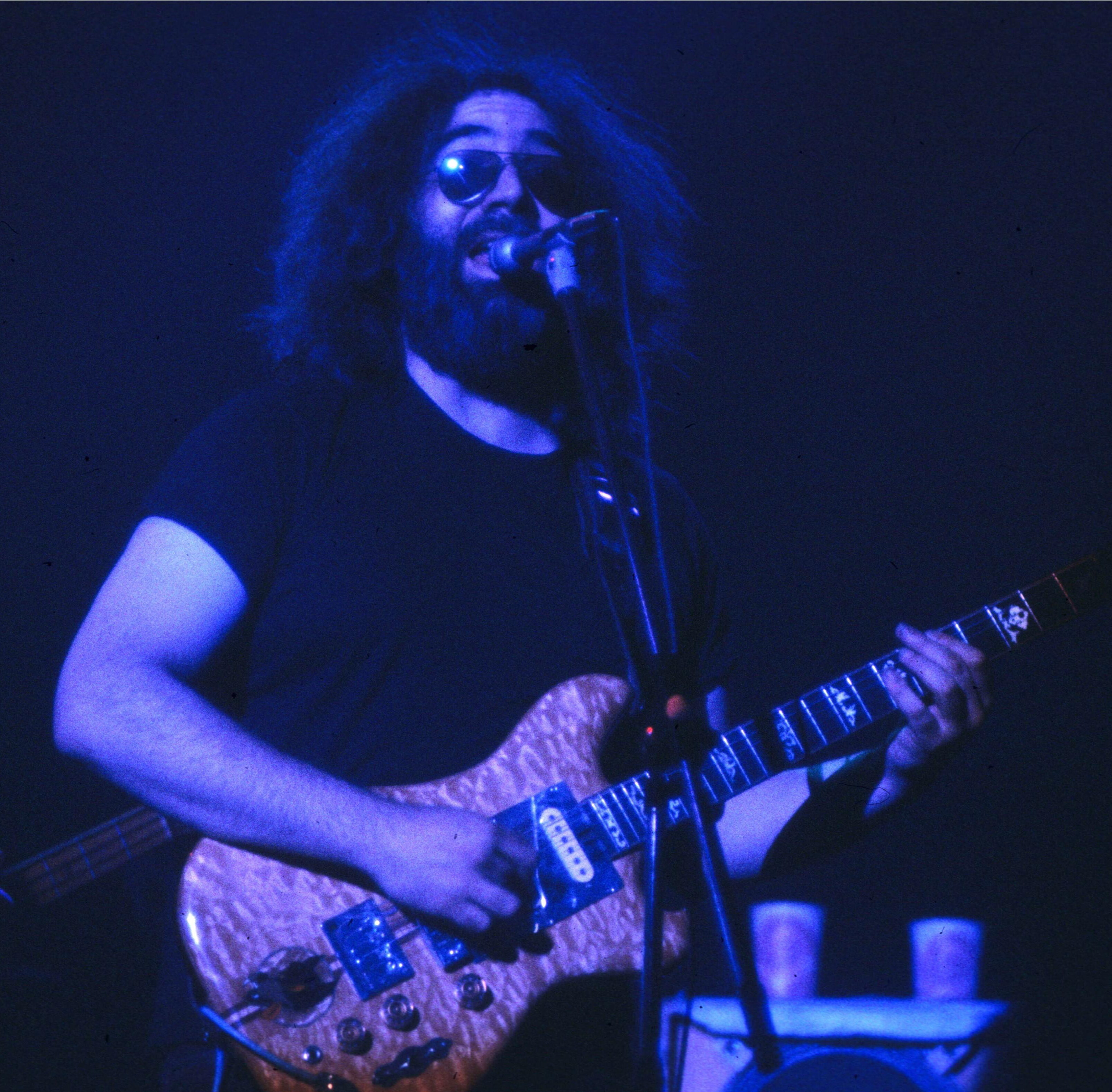

Además de los Grateful Dead, García tenía numerosos proyectos paralelos, siendo el más notable la Jerry Garcia Band. También estuvo involucrado con varios proyectos acústicos como Old and in the Way y otras bandas bluegrass, incluyendo colaboraciones con el famoso mandolista de bluegrass David Grisman. El documental Grateful Dawg narra la profunda y larga amistad entre García y Grisman.
Otros grupos de los cuales García era miembro en un momento u otro incluyen a "Black Mountain Boys", "Legion of Mary" y "Jerry García Accoustic Band". Garcia también fue fanático de los artistas de jazz y la improvisación: tocó con los teclistas de jazz Merl Saunders y Howard Wales durante muchos años en varias sesiones de jam session y apareció en el álbum de 1988 del saxofonista Ornette Coleman, "Virgin Beauty". Su colaboración con Merl Saunders y Muruga Booker en el álbum mundial de música "Blues From the Rainforest" lanzó la banda Rainforest.

## Vida personal
La vida personal de Jerry García era poco convencional. García conoció a su primera esposa, Sara Ruppenthal García, en 1963. Trabajaba en la cafetería en la parte trasera de la librería de Kepler, donde actuaron García, Hunter y Nelson. Se casaron el 23 de abril de 1963, y el 8 de diciembre de ese año nació su hija Heather.
Carolyn Adams, una Merry Prankster también conocida como "Mountain Girl" o "M.G.," tuvo una hija, Sunshine, con Ken Kesey. Mountain Girl se casó con otro Prankster, George Walker, pero pronto se separaron. Ella y Sunshine se mudaron al 710 Ashbury con García a finales de 1966; En última instancia vivirían juntos hasta 1975. En 1967, Sara y Jerry se divorciaron oficialmente. Adams dio a luz a las dos hijas de García, Annabelle Walker García (2 de febrero de 1970) y Theresa Adams "Trixie" García (21 de septiembre de 1974). Adams y Walker finalmente se divorciaron en 1978.
Durante agosto de 1970, la madre de García, Ruth, estuvo involucrada en un accidente automovilístico cerca de Twin Peaks en San Francisco. García, que estaba grabando el álbum American Beauty en ese momento, a menudo salía de las sesiones para visitar a su madre con su hermano Clifford. Murió el 28 de septiembre de 1970.
En 1973, García conoció a Deborah Koons, la mujer que mucho más tarde se convertiría en su tercera esposa y viuda. García inició una relación clandestina con Koons a mediados de 1973; Esto gradualmente tensó su relación con Adams y culminó en García dejando a Adams por Koons a finales de 1975. Después de la disolución de su relación con Koons, García se reconcilió brevemente con Adams en 1977. Sin embargo, Adams no toleró el uso persistente del guitarrista de drogas duras y se mudó con los niños al área de Eugene, Oregón (cerca de Kesey) en 1978. Aunque Adams y García se casaron (en gran parte como resultado de exigencias fiscales mutuas) en 1981, ella permaneció en Oregón durante nueve años mientras que García continuó viviendo cerca del Agradecido Dead en San Rafael, California, con el publicista Rock Scully (que también sirvió como gerente de la Jerry Garcia Band) y Nora Sage, una ama de llaves y estudiante de derecho que luego se convirtió en representante de García. Luego de reunirse brevemente después de su coma diabético, García y Adams se divorciaron oficialmente en 1994. Phil Lesh ha declarado posteriormente que rara vez vio a Carolyn Garcia en cualquiera de las giras de la banda, mientras que García opinó que "realmente no hemos vivido juntos desde los años setenta" En una entrevista de Rolling Stone en 1991.
Durante el otoño de 1978, García desarrolló una amistad con la estudiante universitaria de Chicago Manasha Matheson, una artista y fan de los Grateful Dead. Permanecieron en contacto durante los siguientes nueve años antes de iniciar una relación romántica en Hartford, Connecticut en la gira de primavera de 1987 de Grateful Dead. El 17 de agosto de 1990, Jerry y Manasha se casaron en su casa de San Anselmo, California en una ceremonia espiritual libre de convención legal. Jerry y Manasha se convirtieron en padres con el nacimiento de su hija, Keelin Noel Garcia, el 20 de diciembre de 1987. En 1991, García expresó su placer en encontrar el tiempo de "ser realmente un padre" a Keelin en contraste con sus relaciones pasadas con sus niños. Un año más tarde, García dedicó su primer libro de arte (Pinturas, Dibujos y Bocetos) a Manasha: "Para Manasha, con amor, Jerry".
En enero de 1993, una exnovia, Barbara Meier, volvió a entrar en la vida de García. El asunto con Meier marcó la ruptura de la vida familiar de Jerry con Manasha y Keelin. García terminó su relación con Meier cuarenta y cinco días después en Chicago mientras estaba en gira de conciertos con los Grateful Dead. En la primavera de 1993, García renovó su relación con Deborah Koons. García y Koons se casaron el 14 de febrero de 1994, en Sausalito, California.

## Estilo de vida y salud
García y sus compañeros músicos fueron sometidos a un puñado de arrestos por drogas durante su vida. El 2 de octubre de 1967, 710 Ashbury Street en San Francisco (donde los Grateful Dead residían desde el año anterior) fue allanado por la policía. Phil Lesh, Bob Weir y Ron "Pigpen" McKernan fueron detenidos por cargos de marihuana que luego fueron abandonados, aunque García mismo no fue arrestado. Al año siguiente, el cuadro de García fue utilizado en un anuncio de campaña para Richard Nixon.
La mayor parte de la banda fue arrestada otra vez en enero de 1970, después de que volaran a New Orleans de Hawái. Después de regresar a su hotel de una actuación, la banda se registró en sus habitaciones, solo para ser rápidamente intervenida por la policía. Aproximadamente quince personas fueron arrestadas in situ, incluyendo a muchos de los roadies de la gira, la gerencia y casi todos los Grateful Dead excepto a García, quien llegó más tarde, al teclista saliente Tom Constanten, quien se abstuvo de todas las drogas como miembro de la Iglesia de Cienciología, y a McKernan, quien evitó las drogas ilegales en favor del alcohol.
Como curiosidad, el helado Cherry Garcia de la famosísima marca Ben & Jerris debe su nombre a este guitarrista estadounidense, ya que la cereza era su sabor preferido.

## Muerte
El 9 de agosto de 1995, a las 4:23 a. m., ocho días después de su 53 cumpleaños, García fue encontrado muerto en su habitación en la clínica de rehabilitación. La causa de la muerte fue un ataque al corazón. García había luchado durante mucho tiempo con la adicción a las drogas, los problemas de peso, la apnea del sueño, el tabaquismo y la diabetes, todo lo cual contribuyó a su declive físico. Lesh comentó que al enterarse de la muerte de García, "me quedé aturdido, había perdido a mi hermano, mi amigo mayor sobreviviente". El funeral de García fue celebrado el 12 de agosto en la Iglesia Episcopal de San Esteban en Belvedere. A ella asistieron su familia, los restantes miembros de Grateful Dead y sus amigos, entre ellos el exjugador de baloncesto Bill Walton y el músico Bob Dylan. Deborah Koons prohibió a las exesposas de García concurrir a la ceremonia.
El 13 de agosto, aproximadamente 25.000 personas asistieron a un monumento conmemorativo municipal organizado en los campos de Polo del Parque Golden Gate de San Francisco. La multitud trajo cientos de flores, regalos, imágenes y hubo una interpretación de gaita de "Amazing Grace" en su recuerdo. En el Haight, una sola rosa blanca se colocó en un árbol cerca de la antigua casa de Ashbury, donde un grupo de seguidores se reunieron para llorarle.
En la mañana del 4 de abril de 1996, después de un eclipse lunar total, Weir y Deborah Koons, acompañados por Sanjay Mishra, esparcieron la mitad de las cenizas de García en el río Ganges en la ciudad santa de Rishikesh, India, un lugar sagrado para los hindúes. Las cenizas restantes fueron vertidas en la bahía de San Francisco. Koons no permitió que la exesposa Carolyn García asistiera al esparcimiento de las cenizas.

## Discografía

### Jerry Garcia
- Garcia – 1972[1]
- Compliments – 1974
- Reflections – 1976
- Run for the Roses – 1982

### Jerry Garcia Band
- Cats Under the Stars – 1978
- Jerry Garcia Band – 1991
- How Sweet It Is – 1997
- Don't Let Go – 2001
- Shining Star – 2001
- Pure Jerry: Theatre 1839, San Francisco, July 29 & 30, 1977 – 2004
- After Midnight: Kean College, 2/28/80 – 2004
- Pure Jerry: Lunt-Fontanne, New York City, October 31, 1987 – Jerry Garcia Band and Jerry Garcia Acoustic Band – 2004
- Pure Jerry: Lunt-Fontanne, New York City, The Best of the Rest, October 15–30, 1987 – Jerry Garcia Band and Jerry Garcia ;Acoustic Band – 2004
- Pure Jerry: Merriweather Post Pavilion, September 1 & 2, 1989 – 2005
- Pure Jerry: Warner Theatre, March 18, 1978 – 2005
- Pure Jerry: Coliseum, Hampton, VA, November 9, 1991 – 2006
- Pure Jerry: Bay Area 1978 – 2009
- Let It Rock: The Jerry Garcia Collection, Vol. 2 – 2009
- Garcia Live Volume One – 2013
- June 26, 1981, Warfield Theatre, San Francisco, CA – 2013
- Garcia Live Volume Two – 2013
- Fall 1989: The Long Island Sound – 2013 – Jerry Garcia Band and Bob Weir & Rob Wasserman
- Garcia Live Volume Four – 2014
- Garcia Live Volume Five – 2014
- On Broadway: Act One – October 28th, 1987 – Jerry Garcia Band and Jerry Garcia Acoustic Band – 2015

### Jerry Garcia Acoustic Band
- Almost Acoustic – 1988
- Ragged but Right – 2010

### New Riders of the Purple Sage
- New Riders of the Purple Sage – 1971
- Before Time Began – 1986
- Vintage NRPS – 1986
- Glendale Train – 2003

### Old and in the Way
- Old and in the Way – 1975
- That High Lonesome Sound – 1996
- Breakdown – 1997
- Live at the Boarding House – 2008
- Live at the Boarding House: The Complete Shows – 2013

### Legion of Mary
- Legion of Mary: The Jerry Garcia Collection, Vol. 1 – 2005
- Garcia Live Volume Three – 2013

### Jerry Garcia and Merl Saunders
- Heavy Turbulence – 1972
- Fire Up – 1973
- Live at Keystone – 1973
- Keystone Encores – 1988
- Fire Up Plus – 1992
- Pure Jerry: Keystone Berkeley, September 1, 1974 – 2004
- Keystone Companions: The Complete 1973 Fantasy Recordings – 2012

### Jerry Garcia and David Grisman
- Garcia/Grisman – 1991
- Not for Kids Only – 1993
- Shady Grove – 1996
- So What – 1998
- The Pizza Tapes – 2000
- Grateful Dawg – 2001
- Been All Around This World – 2004

### Jerry Garcia and John Kahn
- Pure Jerry: Marin Veterans Memorial Auditorium, San Rafael, California, February 28, 1986 – 2009